# Los Quiotes, Michoacán de Ocampo
Los Quiotes är en ort i Mexiko.   Den ligger i kommunen Pajacuarán och delstaten Michoacán de Ocampo, i den centrala delen av landet, 400 km väster om huvudstaden Mexico City. Los Quiotes ligger 1 530 meter över havet och antalet invånare är 212.
Terrängen runt Los Quiotes är kuperad söderut, men norrut är den platt. Runt Los Quiotes är det ganska tätbefolkat, med 80 invånare per kvadratkilometer. Närmaste större samhälle är La Barca, 17,6 km norr om Los Quiotes. I omgivningarna runt Los Quiotes växer huvudsakligen savannskog.